# Le Point d'exclamation
Le Point d’exclamation est une nouvelle d’Anton Tchekhov, parue en 1885.

## Historique
Le Point d'exclamation, sous-titré « Conte de Noël », est initialement publié dans la revue russe Les Éclats, no 52, du 28 décembre 1885, signée A.Tchékhonté.

## Résumé
Efime Pérékladine, secrétaire de collège dans la table des rangs, rentre chez lui en colère. Il a été pris à partie par un jeune homme lors d’une soirée où l’on discutait sur l’instruction. Ce jeune homme, fils d’un haut gradé, a osé lui dire qu’il mettait la ponctuation mécaniquement et sans connaissance de cause.
Pérékladine se couche en réfléchissant à la ponctuation : où mettre la virgule ? le point-virgule ? les deux-points ? Il prend des exemples, trouve sa place à chacun, mais il a un problème avec le point d’exclamation, où le mettre dans un document administratif ? Il a beau se remémorer ses quarante années de service : jamais il n’a écrit de point d’exclamation.
Il se tourne vers sa femme qui lui donne la définition du point d’exclamation : « Il doit s’employer dans les apostrophes et exclamations et pour exprimer l’enthousiasme, l’indignation, la joie, la colère et autres sentiments ».
Quarante ans sans point d’exclamation ! Quelle horreur ! Pérékladine en est malade. Le lendemain, il va signer le registre des visiteurs chez le directeur : « Efime Pérékladine !!! ». Il en éprouve de l’enthousiasme, de l’indignation et de la joie.

## Édition française
- Le Point d’exclamation, traduit par Édouard Parayre, in Œuvres I, Paris, Éditions Gallimard, coll. « Bibliothèque de la Pléiade » no 197, 1968  (ISBN 978-2-07-0105-49-6).